# Kraichgaubahn
| | |                                                          |                                                          |
| Streckennummer: | 4201 (Grötzingen–Stebbach) 4950 (Crailsheim–Stebbach) |                                                          |                                                          |
| Kursbuchstrecke (DB): | 710.4 bis etwa 2009: 710.4 (Achern–Karlsruhe–Eppingen) und 710.42 (Eppingen–Heilbronn–Öhringen); bis etwa 1998: 776; bis etwa 1970: 564; bis etwa 1950: 321b; |                                                          |                                                          |
| Kursbuchstrecke: | 1946: 319a bis etwa 1945: 304a |                                                          |                                                          |
| Streckenlänge: | 64,8 km |                                                          |                                                          |
| Spurweite: | 1435 mm (Normalspur) |                                                          |                                                          |
| Streckenklasse: | D4 |                                                          |                                                          |
| Stromsystem: | 15 kV, 16,7 Hz ~ |                                                          |                                                          |
| Maximale Neigung: | 12 ‰ |                                                          |                                                          |
| Minimaler Radius: | 450 m |                                                          |                                                          |
| Streckengeschwindigkeit: | Grötzingen–Bretten 110 km/h Bretten–Heilbronn 100 km/h |                                                          |                                                          |
| Zweigleisigkeit: | Jöhlingen–Wössingen im Bf Gölshausen im Bf Eppingen Schwaigern–Heilbronn-Kanalbrücke                                                                          |                                                          |                                                          |
| | |                                                          |                                                          |
| \| \| \| von Karlsruhe Hbf \| \| \| \| \| Stadtbahn Karlsruhe von Durlach \| \| \| \| 2,7800,000 \| Grötzingen Bahnhof \| 102 m \| \| \| 0,000 \| Grötzingen \| 102 m \| \| \| 0,034 \| nach Mühlacker \| nach Mühlacker \| \| \| 0,0/0,3 \| Grötzingen VBK/AVG \| Grötzingen VBK/AVG \| \| \| 0,089 \| Infrastrukturgrenze DB InfraGO/AVG \| Infrastrukturgrenze DB InfraGO/AVG \| \| \| 0,100 \| Grötzingen AVG \| Grötzingen AVG \| \| \| 0,549 \| AVG-Strecke nach Söllingen \| AVG-Strecke nach Söllingen \| \| \| 0,807 \| Grötzingen Oberausstraße (seit 1992; Bft) \| Grötzingen Oberausstraße (seit 1992; Bft) \| \| \| 2,650 \| Berghausen Hummelberg (seit 1992) \| Berghausen Hummelberg (seit 1992) \| \| \| 5,500 \| Jöhlinger Tunnel (226 m) \| Jöhlinger Tunnel (226 m) \| \| \| 6,900 \| Jöhlingen West (seit 1992; Bft) \| Jöhlingen West (seit 1992; Bft) \| \| \| \| Jöhlingen \| \| \| \| 7,349 \| Jöhlingen Bahnhof \| 174 m \| \| \| 9,895 \| Wössingen \| 184 m \| \| \| 10,400 \| Wössingen Ost (seit 2003; Bft) \| Wössingen Ost (seit 2003; Bft) \| \| \| 13,347 \| Dürrenbüchig (seit 1906) \| 184 m \| \| \| 15,727 \| Bretten-Rinklingen (seit 1992) \| Bretten-Rinklingen (seit 1992) \| \| \| 16,100 \| von Bruchsal \| von Bruchsal \| \| \| 17,183 \| Bretten \| 170 m \| \| \| \| nach Bietigheim-Bissingen \| \| \| \| 18,022 \| Bretten Stadtmitte (seit 1992; Bft) \| Bretten Stadtmitte (seit 1992; Bft) \| \| \| \| \| \| \| \| 18,655 \| Bretten Wannenweg (seit 1992) \| Bretten Wannenweg (seit 1992) \| \| \| 19,008 \| Brettener Tunnel (217 m) \| Brettener Tunnel (217 m) \| \| \| \| nach Kürnbach (unvollendet) \| \| \| \| 19,393 \| Bretten Schulzentrum (seit 1992) \| Bretten Schulzentrum (seit 1992) \| \| \| 20,112 \| Bretten Kupferhälde (seit 1997) \| Bretten Kupferhälde (seit 1997) \| \| \| 21,000 \| Gölshausen (seit 1906) \| 204 m \| \| \| 22,400 \| Gölshausen Industriegebiet (seit 2002; Bft) \| Gölshausen Industriegebiet (seit 2002; Bft) \| \| \| 22,800 \| Gölshausener Tunnel (150 m) \| Gölshausener Tunnel (150 m) \| \| \| 24,983 \| Bauerbach \| 210 m \| \| \| \| Talbrücke Bauerbach der SFS Mannheim–Stuttgart \| \| \| \| \| \| \| \| \| 28,000 \| Oberderdingen-Flehingen Industriegebiet (seit 1997; Bft) \| Oberderdingen-Flehingen Industriegebiet (seit 1997; Bft) \| \| \| \| \| \| \| \| 28,611 \| Flehingen \| 176 m \| \| \| 32,028 \| Zaisenhausen \| 177 m \| \| \| 34,893 \| Sulzfeld (Baden) \| 193 m \| \| \| 36,200 \| Sulzfeld Ravensburg (für angemeldete Gruppen) \| Sulzfeld Ravensburg (für angemeldete Gruppen) \| \| \| 36,400 \| Sulzfelder Tunnel (350 m) \| Sulzfelder Tunnel (350 m) \| \| \| 00,00 \| Himmelreichbach \| Himmelreichbach \| \| \| 39,900 \| Eppingen West (seit 1997; Bft) \| Eppingen West (seit 1997; Bft) \| \| \| 40,756 \| Eppingen \| 190 m \| \| \| 41,900 \| Stebbach \| Stebbach \| \| \| 43,268 \| nach Steinsfurt \| nach Steinsfurt \| \| \| 43,441140,008 \| ehemalige Eigentumsgrenze \| ehemalige Eigentumsgrenze \| \| \| 136,800 \| Gemmingen West (seit 2000) \| Gemmingen West (seit 2000) \| \| \| 136,113 \| Gemmingen \| 220 m \| \| \| 133,173 \| Stetten am Heuchelberg \| 214 m \| \| \| 130,996 \| Schwaigern West (seit 2000; Bft) \| Schwaigern West (seit 2000; Bft) \| \| \| 129,910 \| Schwaigern (Württ) \| 186 m \| \| \| 129,000 \| Schwaigern Ost (seit 2002) \| Schwaigern Ost (seit 2002) \| \| \| 126,200 \| Leingarten West (Bft; bis 1970: Schluchtern) \| 174 m \| \| \| 125,800 \| Leingarten Mitte (seit 1999; Bft) \| Leingarten Mitte (seit 1999; Bft) \| \| \| 125,060 \| Leingarten (bis 1970: Großgartach) \| 170 m \| \| \| 124,375 \| Leingarten Ost (seit 1999; Bft) \| Leingarten Ost (seit 1999; Bft) \| \| \| 121,800 \| Böckingen West (seit 2009) \| Böckingen West (seit 2009) \| \| \| 120,600 \| Böckingen Berufsschulzentrum (s. 1999) \| Böckingen Berufsschulzentrum (s. 1999) \| \| \| 119,700 \| Heilbronn Hbf Em \| 165 m \| \| \| \| nach Heilbronn Gbf (bis 1995) \| \| \| \| 119,890 \| Böckingen Sonnenbrunnen (seit 2001) \| Böckingen Sonnenbrunnen (seit 2001) \| \| \| 119,619 \| Infrastrukturgrenze AVG/DB InfraGO \| Infrastrukturgrenze AVG/DB InfraGO \| \| \| 119,400 \| Heilbronn-Kanalbrücke (Bft) \| Heilbronn-Kanalbrücke (Bft) \| \| \| \| von Stuttgart \| \| \| \| 119,100 \| Neckar-Kanal \| (43 m) \| \| \| \| Innenstadtstrecke der Stadtbahn HN (seit 2001) \| \| \| \| 118,600 \| Heilbronn Hbf \| 158 m \| \| \| \| nach Würzburg \| \| \| \| \| nach Crailsheim \| \| \| \| \| \| \| \| Quellen: [1][2] \| \| \| \| | |                                                          |                                                          |
| Strecke | | von Karlsruhe Hbf                                        | von Karlsruhe Hbf                                        |
| Abzweig mit U-Bahn geradeaus und von links · U-Bahn-Abzweig quer und von links | | Stadtbahn Karlsruhe von Durlach                          | Stadtbahn Karlsruhe von Durlach                          |
| Strecke · U-Bahn-Haltepunkt / Haltestelle | 2,7800,000 | Grötzingen Bahnhof                                       | 102 m                                                    |
| Bahnhof · U-Bahn-Strecke | 0,000 | Grötzingen                                               | 102 m                                                    |
| Abzweig geradeaus und nach rechts · U-Bahn-Strecke | 0,034 | nach Mühlacker                                           | nach Mühlacker                                           |
| Strecke · U-Bahn-Grenze mit Eisenbahn | 0,0/0,3 | Grötzingen VBK/AVG                                       | Grötzingen VBK/AVG                                       |
| Wechsel des Eisenbahninfrastrukturunternehmens · Strecke | 0,089 | Infrastrukturgrenze DB InfraGO/AVG                       | Infrastrukturgrenze DB InfraGO/AVG                       |
| Dienststation / Betriebs- oder Güterbahnhof · Dienststation / Betriebs- oder Güterbahnhof | 0,100 | Grötzingen AVG                                           | Grötzingen AVG                                           |
| Kreuzung rechts · Strecke nach rechts | 0,549 | AVG-Strecke nach Söllingen                               | AVG-Strecke nach Söllingen                               |
| Haltepunkt / Haltestelle | 0,807 | Grötzingen Oberausstraße (seit 1992; Bft)                | Grötzingen Oberausstraße (seit 1992; Bft)                |
| Haltepunkt / Haltestelle | 2,650 | Berghausen Hummelberg (seit 1992)                        | Berghausen Hummelberg (seit 1992)                        |
| Tunnel | 5,500 | Jöhlinger Tunnel (226 m)                                 | Jöhlinger Tunnel (226 m)                                 |
| Haltepunkt / Haltestelle | 6,900 | Jöhlingen West (seit 1992; Bft)                          | Jöhlingen West (seit 1992; Bft)                          |
| Dienststation / Betriebs- oder Güterbahnhof | | Jöhlingen                                                | Jöhlingen                                                |
| Haltepunkt / Haltestelle | 7,349 | Jöhlingen Bahnhof                                        | 174 m                                                    |
| Bahnhof | 9,895 | Wössingen                                                | 184 m                                                    |
| Haltepunkt / Haltestelle | 10,400 | Wössingen Ost (seit 2003; Bft)                           | Wössingen Ost (seit 2003; Bft)                           |
| Haltepunkt / Haltestelle | 13,347 | Dürrenbüchig (seit 1906)                                 | 184 m                                                    |
| Haltepunkt / Haltestelle | 15,727 | Bretten-Rinklingen (seit 1992)                           | Bretten-Rinklingen (seit 1992)                           |
| Strecke von links · Kreuzung geradeaus oben | 16,100 | von Bruchsal                                             | von Bruchsal                                             |
| Bahnhof · Bahnhof | 17,183 | Bretten                                                  | 170 m                                                    |
| Strecke nach rechts · Strecke | | nach Bietigheim-Bissingen                                | nach Bietigheim-Bissingen                                |
| Haltepunkt / Haltestelle | 18,022 | Bretten Stadtmitte (seit 1992; Bft)                      | Bretten Stadtmitte (seit 1992; Bft)                      |
| | |                                                          |                                                          |
| Haltepunkt / Haltestelle · Strecke (außer Betrieb) | 18,655 | Bretten Wannenweg (seit 1992)                            | Bretten Wannenweg (seit 1992)                            |
| Tunnel · Strecke (außer Betrieb) | 19,008 | Brettener Tunnel (217 m)                                 | Brettener Tunnel (217 m)                                 |
| Kreuzung geradeaus oben (Querstrecke außer Betrieb) · Strecke nach rechts (außer Betrieb) | | nach Kürnbach (unvollendet)                              | nach Kürnbach (unvollendet)                              |
| Haltepunkt / Haltestelle | 19,393 | Bretten Schulzentrum (seit 1992)                         | Bretten Schulzentrum (seit 1992)                         |
| Haltepunkt / Haltestelle | 20,112 | Bretten Kupferhälde (seit 1997)                          | Bretten Kupferhälde (seit 1997)                          |
| Bahnhof | 21,000 | Gölshausen (seit 1906)                                   | 204 m                                                    |
| Haltepunkt / Haltestelle | 22,400 | Gölshausen Industriegebiet (seit 2002; Bft)              | Gölshausen Industriegebiet (seit 2002; Bft)              |
| Tunnel | 22,800 | Gölshausener Tunnel (150 m)                              | Gölshausener Tunnel (150 m)                              |
| Bahnhof | 24,983 | Bauerbach                                                | 210 m                                                    |
| Kreuzung geradeaus unten | | Talbrücke Bauerbach der SFS Mannheim–Stuttgart           | Talbrücke Bauerbach der SFS Mannheim–Stuttgart           |
| | |                                                          |                                                          |
| Haltepunkt / Haltestelle | 28,000 | Oberderdingen-Flehingen Industriegebiet (seit 1997; Bft) | Oberderdingen-Flehingen Industriegebiet (seit 1997; Bft) |
| | |                                                          |                                                          |
| Bahnhof | 28,611 | Flehingen                                                | 176 m                                                    |
| Bahnhof | 32,028 | Zaisenhausen                                             | 177 m                                                    |
| Bahnhof | 34,893 | Sulzfeld (Baden)                                         | 193 m                                                    |
| Haltepunkt / Haltestelle | 36,200 | Sulzfeld Ravensburg (für angemeldete Gruppen)            | Sulzfeld Ravensburg (für angemeldete Gruppen)            |
| Tunnel | 36,400 | Sulzfelder Tunnel (350 m)                                | Sulzfelder Tunnel (350 m)                                |
| Brücke über Wasserlauf | 00,00 | Himmelreichbach                                          | Himmelreichbach                                          |
| Bahnhof | 39,900 | Eppingen West (seit 1997; Bft)                           | Eppingen West (seit 1997; Bft)                           |
| Bahnhof | 40,756 | Eppingen                                                 | 190 m                                                    |
| Dienststation / Betriebs- oder Güterbahnhof | 41,900 | Stebbach                                                 | Stebbach                                                 |
| Abzweig geradeaus und nach links | 43,268 | nach Steinsfurt                                          | nach Steinsfurt                                          |
| Kilometer-Wechsel | 43,441140,008 | ehemalige Eigentumsgrenze                                | ehemalige Eigentumsgrenze                                |
| Haltepunkt / Haltestelle | 136,800 | Gemmingen West (seit 2000)                               | Gemmingen West (seit 2000)                               |
| Bahnhof | 136,113 | Gemmingen                                                | 220 m                                                    |
| Bahnhof | 133,173 | Stetten am Heuchelberg                                   | 214 m                                                    |
| Bahnhof | 130,996 | Schwaigern West (seit 2000; Bft)                         | Schwaigern West (seit 2000; Bft)                         |
| Bahnhof | 129,910 | Schwaigern (Württ)                                       | 186 m                                                    |
| Haltepunkt / Haltestelle | 129,000 | Schwaigern Ost (seit 2002)                               | Schwaigern Ost (seit 2002)                               |
| Haltepunkt / Haltestelle | 126,200 | Leingarten West (Bft; bis 1970: Schluchtern)             | 174 m                                                    |
| Haltepunkt / Haltestelle | 125,800 | Leingarten Mitte (seit 1999; Bft)                        | Leingarten Mitte (seit 1999; Bft)                        |
| Bahnhof | 125,060 | Leingarten (bis 1970: Großgartach)                       | 170 m                                                    |
| Haltepunkt / Haltestelle | 124,375 | Leingarten Ost (seit 1999; Bft)                          | Leingarten Ost (seit 1999; Bft)                          |
| Haltepunkt / Haltestelle | 121,800 | Böckingen West (seit 2009)                               | Böckingen West (seit 2009)                               |
| Haltepunkt / Haltestelle | 120,600 | Böckingen Berufsschulzentrum (s. 1999)                   | Böckingen Berufsschulzentrum (s. 1999)                   |
| ehemalige Blockstelle | 119,700 | Heilbronn Hbf Em                                         | 165 m                                                    |
| Abzweig geradeaus und ehemals nach rechts | | nach Heilbronn Gbf (bis 1995)                            | nach Heilbronn Gbf (bis 1995)                            |
| Haltepunkt / Haltestelle | 119,890 | Böckingen Sonnenbrunnen (seit 2001)                      | Böckingen Sonnenbrunnen (seit 2001)                      |
| Wechsel des Eisenbahninfrastrukturunternehmens | 119,619 | Infrastrukturgrenze AVG/DB InfraGO                       | Infrastrukturgrenze AVG/DB InfraGO                       |
| Blockstelle | 119,400 | Heilbronn-Kanalbrücke (Bft)                              | Heilbronn-Kanalbrücke (Bft)                              |
| Abzweig geradeaus und von rechts | | von Stuttgart                                            | von Stuttgart                                            |
| Brücke über Wasserlauf | 119,100 | Neckar-Kanal                                             | (43 m)                                                   |
| Abzweig geradeaus und nach rechts | | Innenstadtstrecke der Stadtbahn HN (seit 2001)           | Innenstadtstrecke der Stadtbahn HN (seit 2001)           |
| Bahnhof | 118,600 | Heilbronn Hbf                                            | 158 m                                                    |
| Abzweig geradeaus und nach links | | nach Würzburg                                            | nach Würzburg                                            |
| Strecke | | nach Crailsheim                                          | nach Crailsheim                                          |
| | |                                                          |                                                          |
| Quellen: | |                                                          |                                                          |

Die Kraichgaubahn ist eine 64,8 km lange Eisenbahnstrecke in der Region Kraichgau im Nordwesten Baden-Württembergs. Sie führt von Karlsruhe über Bretten und Eppingen nach Heilbronn und wurde 1880 fertiggestellt. Internationale Bekanntheit erlangte die Strecke ab 1992 durch den Umbau zur weltweit ersten Zweisystem-Stadtbahnstrecke, der Abschnitt zwischen Karlsruhe und Bretten ist damit eine Keimzelle des so genannten Karlsruher Modells.

## Geographie

### Topographie
In ihrem westlichen Teil verläuft die Strecke quer zur Hauptfließrichtung der Kraichgauer Wasserläufe. Letztere fließen in nordwestliche Richtung, während die Bahn von Karlsruhe bis Eppingen nach Nordosten strebt. Der daraus resultierende Wechsel von Berg und Tal zwingt die Bahn zu einem kurvenreichen Verlauf. Insgesamt werden zwischen den Tälern von Pfinz, Walzbach, Saalbach, Kraichbach, Elsenz und Lein fünf Bergrücken gequert, davon drei mit Tunnel. Nur zwischen Flehingen und Sulzfeld kann auf etwas längerer Strecke das Tal des Kohlbachs genutzt werden. Im östlichen Teil sind die natürlichen Gegebenheiten günstiger, hier verläuft die Strecke zum großen Teil durch das Tal der Lein.

### Streckenverlauf
Die Kraichgaubahn beginnt im Bahnhof Karlsruhe-Grötzingen, wo sie von der Bahnstrecke Karlsruhe–Mühlacker nach links abzweigt. Zunächst ist die Strecke eingleisig, anschließend folgt zwischen Jöhlingen West und Wössingen Ost ein erster zweigleisiger Abschnitt. Vor dem Bahnhof Bretten kreuzt sie niveaufrei die württembergische Westbahn. Von Bretten-Gölshausen bis zum Haltepunkt Gölshausen Industrie und von Eppingen West bis Eppingen Bahnhof verläuft sie erneut zweigleisig, dazwischen gibt es mehrere Kreuzungsbahnhöfe. Hinter Eppingen zweigt bei Stebbach die Bahnstrecke Steinsfurt–Stebbach nach links ab, ab Schwaigern West verläuft die Kraichgaubahn wieder zweigleisig. In Heilbronn Hbf trifft sie auf den Anfang der Stadtbahn Heilbronn und der Hafenbahn Heilbronn sowie auf das dritte Gleis der Frankenbahn und führt in das Gleis 6 des Hauptbahnhofs.

## Geschichte

### Entstehungsgeschichte bis 1880
Um 1870 war der mittlere Kraichgau von vier Eisenbahnstrecken umgeben. Diese waren:
- die badische Rheintalbahn, die Heidelberg über Bruchsal mit Karlsruhe verband;
- die württembergische Westbahn, die von Bruchsal über Bretten nach Bietigheim verlief;
- die württembergische Nordbahn von Stuttgart über Bietigheim nach Heilbronn;
- die badische Odenwaldbahn mit Verbindung zur Nordbahn, die Heidelberg über Meckesheim, Sinsheim und Jagstfeld mit Heilbronn verband.

Das von diesen Strecken beschriebene Viereck umfasste ein weites Gebiet im Grenzland zwischen Baden und Württemberg um die badische Stadt Eppingen herum. Diese und ihr Umland, das traditionelles Durchgangsland von Handelswegen war, drohten von den Verkehrsströmen und der allgemeinen wirtschaftlichen Entwicklung abgehängt zu werden und hatten sich daher wiederholt für den Bau einer Eisenbahnstrecke durch diese Region eingesetzt. Auch die württembergische Stadt Heilbronn, die für sich bessere Verkehrswege nach Westen wünschte, und Karlsruhe unterstützten diese Forderungen.

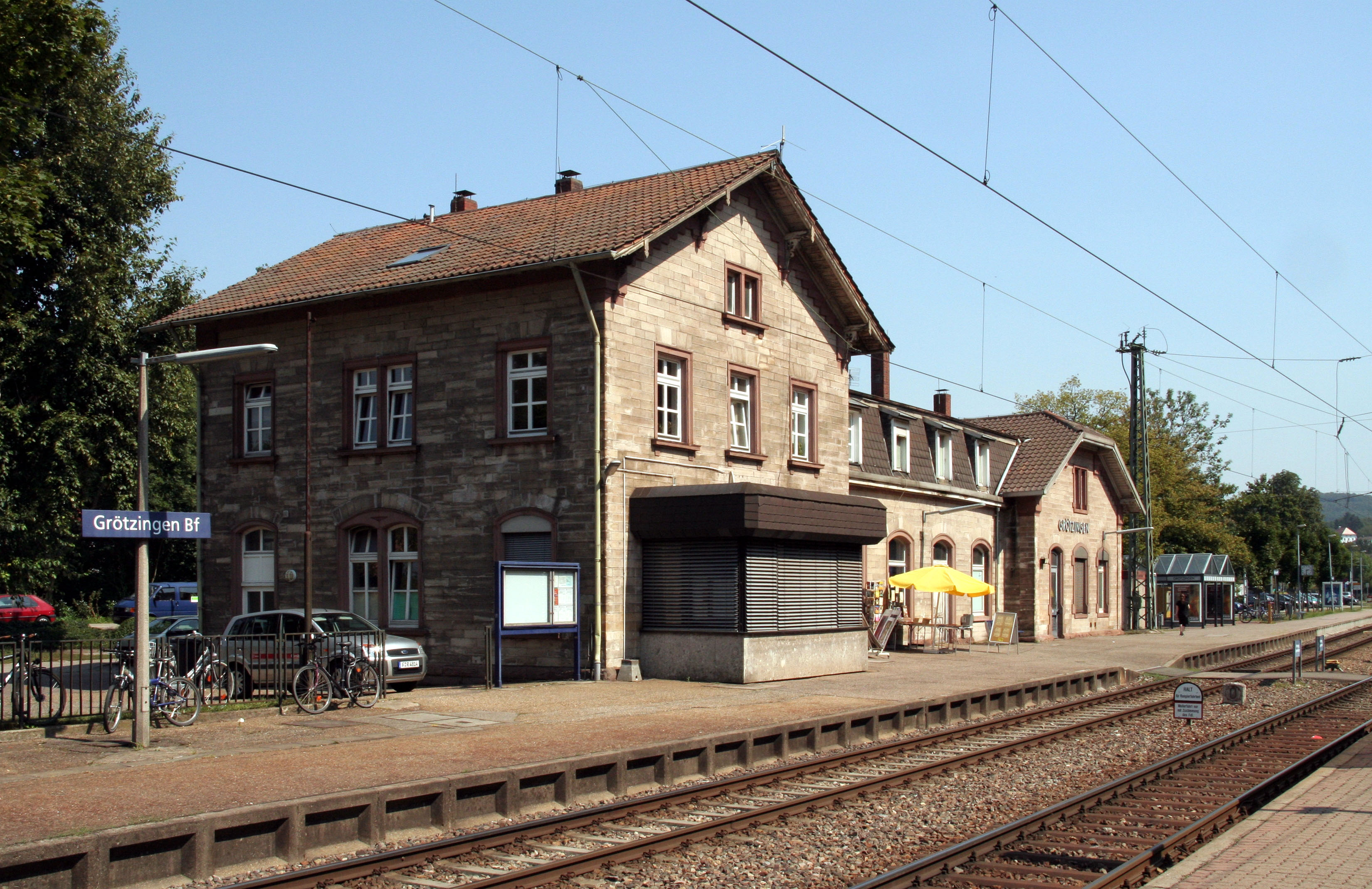
Bahnhof Grötzingen

So kam der Plan auf, eine Strecke von Karlsruhe (genauer: Grötzingen) über Bretten und Eppingen nach Heilbronn zu bauen. Neben lokalen Bedürfnissen spielten hier auch größere Zusammenhänge eine Rolle, nämlich der Gedanke einer möglichst direkten Linie von Frankreich in Richtung Nürnberg und von dort weiter nach Osten. Einer solchen direkten Verbindung halber erhielt die erwähnte Streckenführung nach Heilbronn den Vorzug gegenüber einer rein badischen Strecke, die von Bretten an die Meckesheim-Jagstfelder Bahn angeschlossen hätte.
Das Vorhaben erhielt Zustimmung von staatlichen Stellen in beiden Ländern. Die badische Regierung sah sich jedoch nicht zu einer schnellen Umsetzung in der Lage, da sie mit anderen Eisenbahnbauten (hauptsächlich der Schwarzwaldbahn) ausgelastet war. Um den Bau zu beschleunigen, bot die Stadt Karlsruhe unter Bürgermeister Wilhelm Florentin Lauter an, den badischen Abschnitt bis Eppingen unter eigener Regie zu bauen und den Staatsbahnen zur Nutzung zu überlassen, die dafür zunächst einen Pachtzins zahlen und die Strecke später in Ratenzahlungen zurückkaufen sollten.
Die badische Regierung ging auf diesen Vorschlag ein, und so wurde der Bau mit Gesetz vom 30. März 1872 beschlossen. Vor Baubeginn mussten jedoch Verhandlungen mit Württemberg geführt werden. Diese mündeten in einem am 29. Dezember 1873 geschlossenen Staatsvertrag, der noch weitere Verbindungen zwischen den Staaten im Neckartal und Kinzigtal vorsah. Württemberg sollte den Abschnitt Heilbronn–Eppingen bauen; Eppingen wurde zum Wechselbahnhof bestimmt. Der badische Abschnitt sollte die Westbahn in Bretten kreuzen. Diese wurde bis dahin auf ganzer Länge von Württemberg betrieben, d. h. auch auf badischem Territorium zwischen Ruit (bei Bretten) und Bruchsal. Um die Kreuzung einer badischen mit einer württembergischen Bahn zu vermeiden, reklamierte Baden sein Rückkaufsrecht, das es laut Vertrag über die Westbahn für den auf seinem Territorium befindlichen Abschnitt besaß. Die Verhandlungen darüber zogen sich mehrere Jahre lang hin, bis mit Staatsvertrag vom 15. November 1878 der Abschnitt Bruchsal–Bretten gegen Entschädigung an Baden fiel.
Aufgrund einer im badischen Eisenbahnwesen eingetretenen Finanzkrise tat sich die Stadt Karlsruhe zunächst schwer, einen Bauunternehmer für die Strecke zu finden, so dass die Konzession erst am 15. November 1876 erteilt werden konnte. Bauunternehmer wurde die Ph. Holzmann & Cie in Frankfurt am Main. Am 15. Oktober 1879 wurde die Strecke Grötzingen–Eppingen eröffnet; schon am 10. Oktober 1878 hatten die württembergischen Staatsbahnen den Abschnitt zwischen Heilbronn und Schwaigern eröffnet, und am 7. August 1880 wurde die Lücke zwischen Eppingen und Schwaigern geschlossen. Planung und Bau des württembergischen Abschnitts unterstanden Oberbaurat Carl Julius Abel, auf badischer Seite führte Max Becker die Aufsicht für die Großherzoglich Badischen Staatseisenbahnen. In der Diskussion um die Trassenführung des Reststückes stellte der Gemeinderat der damals noch selbstständigen Gemeinde Stetten am Heuchelberg die Planer vor vollendete Tatsachen: Der örtliche Haltepunkt wurde gebaut, noch bevor feststand, ob die Strecke den Ort überhaupt tangieren würde.
Im daran anschließenden 12,79 Kilometer langen Abschnitt von Stetten nach Eppingen verzögerte der Bau sich um gut zwei Monate dadurch, dass die Großherzoglich Badische Regierung darauf bestand, die Strecke über Gemmingen verlaufen zu lassen, statt wie von der Württembergischen Regierung gewünscht auf kürzerem Wege an Stebbach vorbei zu führen.
Mit der Vollendung der Strecke übernahmen die Badischen Staatseisenbahnen in Abänderung der ursprünglichen Vereinbarungen das volle Eigentum an der Bahn, indem sie die von Karlsruhe ausgegebene Anleihe von 12 Millionen Mark übernahm. Die Fahrgastzahlen auf der Kraichgaubahn stiegen in den Folgejahren kontinuierlich an.

### 1880 bis 1945

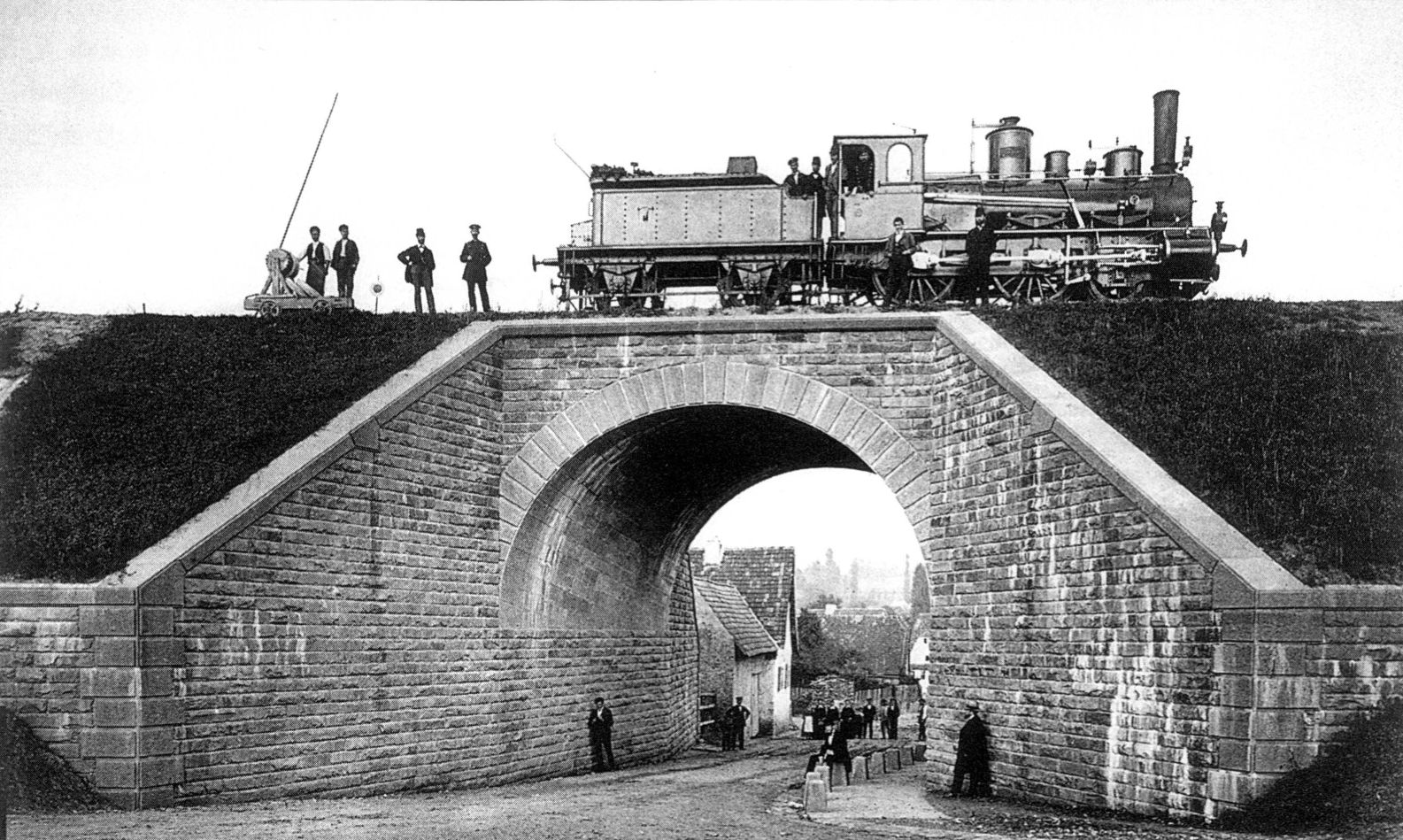
Überführung über die Landstraße in Jöhlingen nach der Fertigstellung 1879

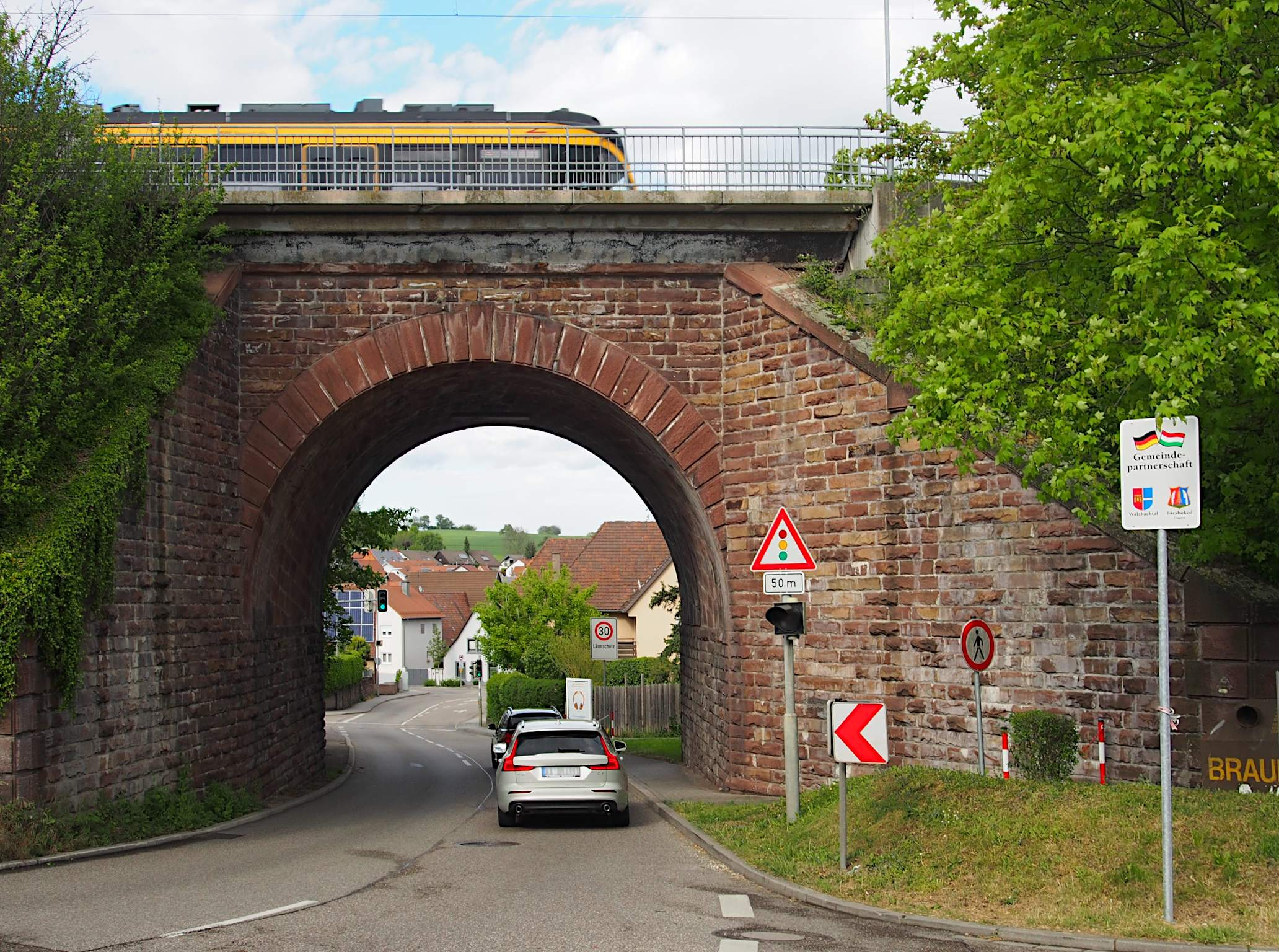
Dieselbe Überführung über die Bundesstraße 293 im Mai 2020

Im Jahr 1900 wurde die Kraichgaubahn außerdem durch eine Verbindung nach Steinsfurt an die Bahnstrecke Meckesheim–Bad Friedrichshall angeschlossen. Diese Verbindung verlief entlang der Elsenz.
Die an der Kraichgaubahn gelegenen Orte Dürrenbüchig und Gölshausen (heute Stadtteile von Bretten) hatten sich beschwert, keinen Haltepunkt bekommen zu haben. Ihrem Wunsch wurde 1906 nachträglich entsprochen. 1888 erfolgte der zweigleisige Ausbau des Streckenstücks Bretten–Eppingen–Heilbronn als Teil einer militärischen Nachschubroute von Mitteldeutschland über Nürnberg, Crailsheim, Heilbronn, Bretten, Bruchsal, Zweibrücken ins Saargebiet und nach Lothringen. Die Bedeutung der Verbindung in Friedenszeiten blieb dagegen gering, und der Wunsch nach Schnellzugverbindungen zwischen Karlsruhe und Würzburg/Nürnberg über die Kraichgaubahn fand bei den Bahnverwaltungen kein Gehör. Jedoch wurde wegen Überlastung des Stuttgarter Hauptbahnhofs von 1906 bis 1914 der von und nach Paris verkehrende Luxuszug „Paris-Karlsbad-Express“ über die Kraichgaubahn geführt. Der Ausbruch des Ersten Weltkriegs brachte das Ende dieses Fernzugs.
Am 31. März 1920 gingen die Badische und die Württembergische Staatsbahn in der neu gegründeten Deutschen Reichsbahn-Gesellschaft auf. Aufgrund der Reparationszahlungen, die Deutschland nach dem verlorenen Ersten Weltkrieg zahlen musste, fehlte allerdings Geld für einen weiteren Ausbau der Bahnstrecke. So blieben Bemühungen der Folgejahre, auch den Streckenabschnitt Durlach–Bretten durchgehend zweigleisig auszubauen, erfolglos. Ab 1935 wurden erstmals so genannte „Dieseleiltriebwagen“ des Typs VT 137 eingesetzt.

### Deutsche Bundesbahn (1945–1992)

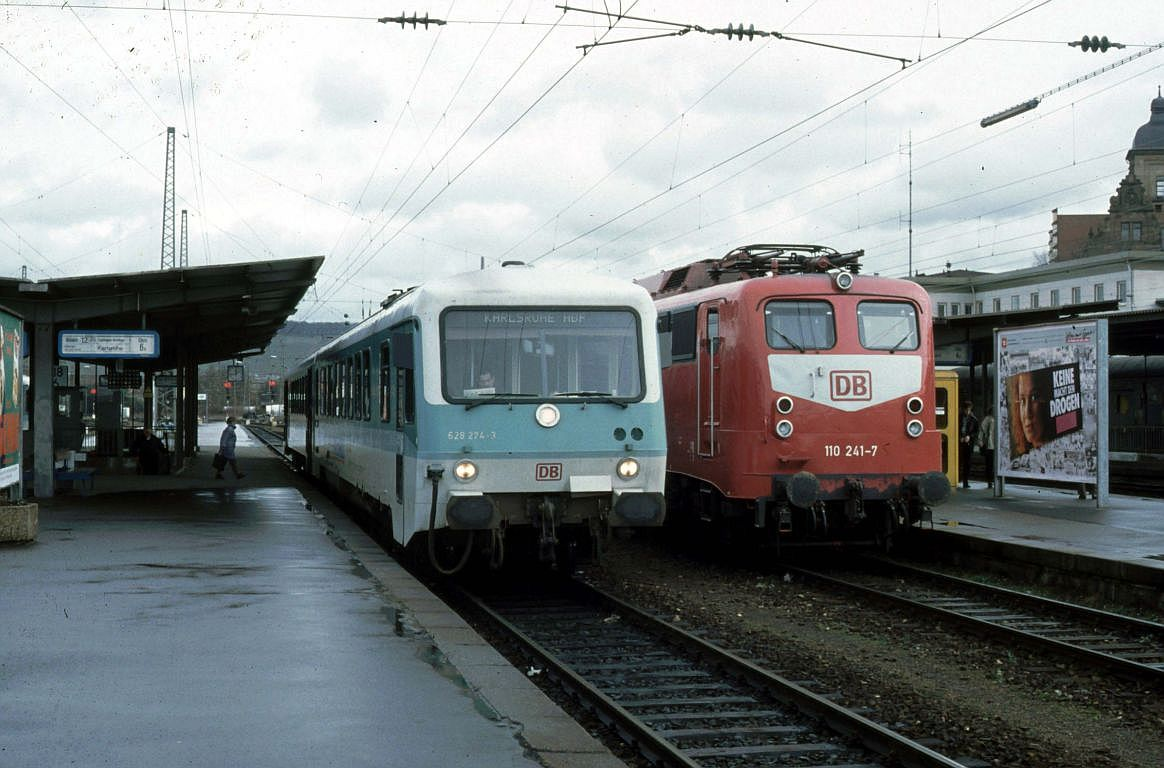
Abfahrbereiter Triebwagen der Baureihe 628 mit Ziel Karlsruhe in Heilbronn Hbf (Februar 1995)

Gegen Ende des Zweiten Weltkriegs erlitt auch die Kraichgaubahn wie die meisten anderen Eisenbahnlinien hohe Schäden. Da die Wehrmacht Brücken in Grötzingen, Rinklingen und Bretten sprengte und den Sulzfelder Tunnel zu zerstören versuchte, war die Strecke zwischen Karlsruhe und Eppingen mehrere Monate lang nicht befahrbar, der Schienenverkehr von Karlsruhe nach Bretten musste über Bruchsal geführt werden. Gleichzeitig war der Streckenabschnitt Eppingen–Heilbronn Sonnenbrunnen bis zur Wiederinbetriebnahme des Bietigheimer Eisenbahnviadukts am 1. August 1945 Teil der einzigen Schienenverbindung zwischen dem Oberrheingebiet und Stuttgart, die von Heidelberg über Neckargemünd, Sinsheim, Eppingen und Lauffen führte. Noch im Jahr 1945 wurden die Schäden zwischen Bretten und Eppingen provisorisch beseitigt, wobei die Streckenabschnitte Bretten–Bauerbach und Sulzfeld–Eppingen nur noch eingleisig wiederhergestellt wurden. Seit dem 16. September 1946 war auch der Abschnitt Grötzingen–Bretten wieder befahrbar.
1968 baute die Bundesbahn das zweite Streckengleis zwischen Bauerbach und Sulzfeld ab, nach 1970 folgten schrittweise die Streckenabschnitte Eppingen–Schwaigern–Leingarten. Am Ende der 1980er Jahre war lediglich noch der Abschnitt Leingarten–Sonnenbrunnen zweigleisig. Die Bahnhöfe Jöhlingen, Gemmingen, Stetten und Leingarten West wurden zu Haltepunkten umgewandelt.
Im Mai 1972 endete die Ära des planmäßigen Dampfbetriebes. Fortan verkehrten auf der Kraichgaubahn Schienenbusse und mit Lokomotiven der Baureihe 218 und der Baureihe 212 bespannte Silberling-Züge. Ab 1976 gab es von Seiten der Deutschen Bundesbahn Pläne, die Regionalstrecke gemeinsam mit der Strecke zwischen Eppingen und Sinsheim stillzulegen. So hatte sie den zwischen Bretten und Heilbronn durchgehend zweigleisigen Streckenabschnitt größtenteils auf ein Gleis zurückgebaut. Gegen die Stilllegungspläne regte sich damals in der Bevölkerung heftiger Widerstand, mit Sonderzügen und Straßenblockaden machte besonders die Eppinger Bevölkerung auf sich aufmerksam.
In den späten 1980er Jahren übernahmen Dieseltriebwagen der Baureihe 628 den Personenverkehr. Gleichzeitig wurde der Betrieb zwischen Bretten und Heilbronn an Wochenenden teilweise eingestellt.

### Übernahme durch die AVG und Ausbau zur Stadtbahn (seit 1992)

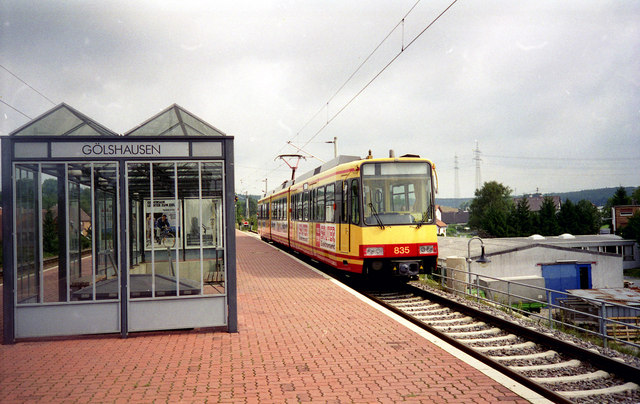
Zug an der Endstation Gölshausen (August 1995)

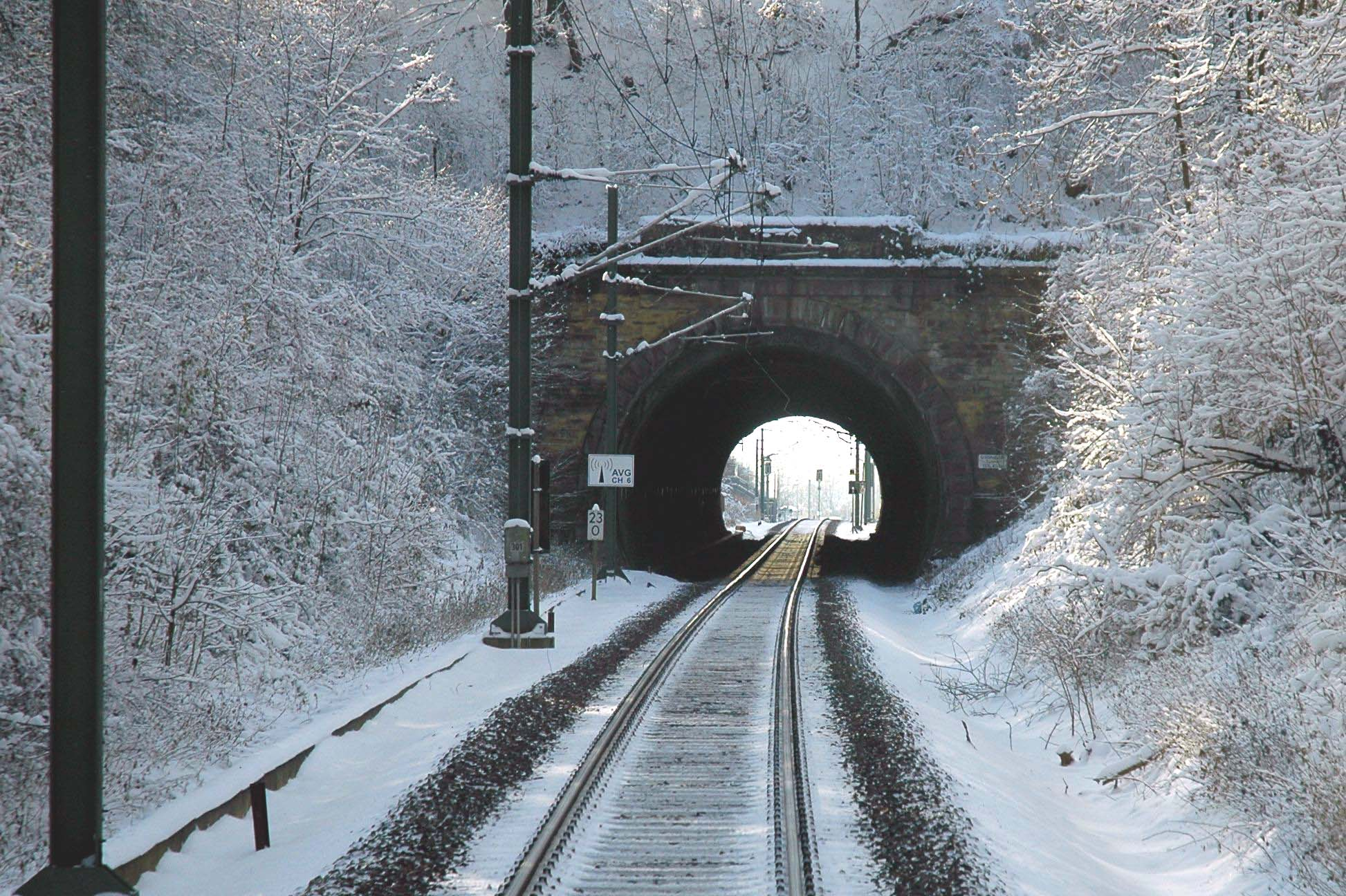
Gölshausener Tunnel, für die Elektrifizierung wurde das Gleis in die Mitte verlegt

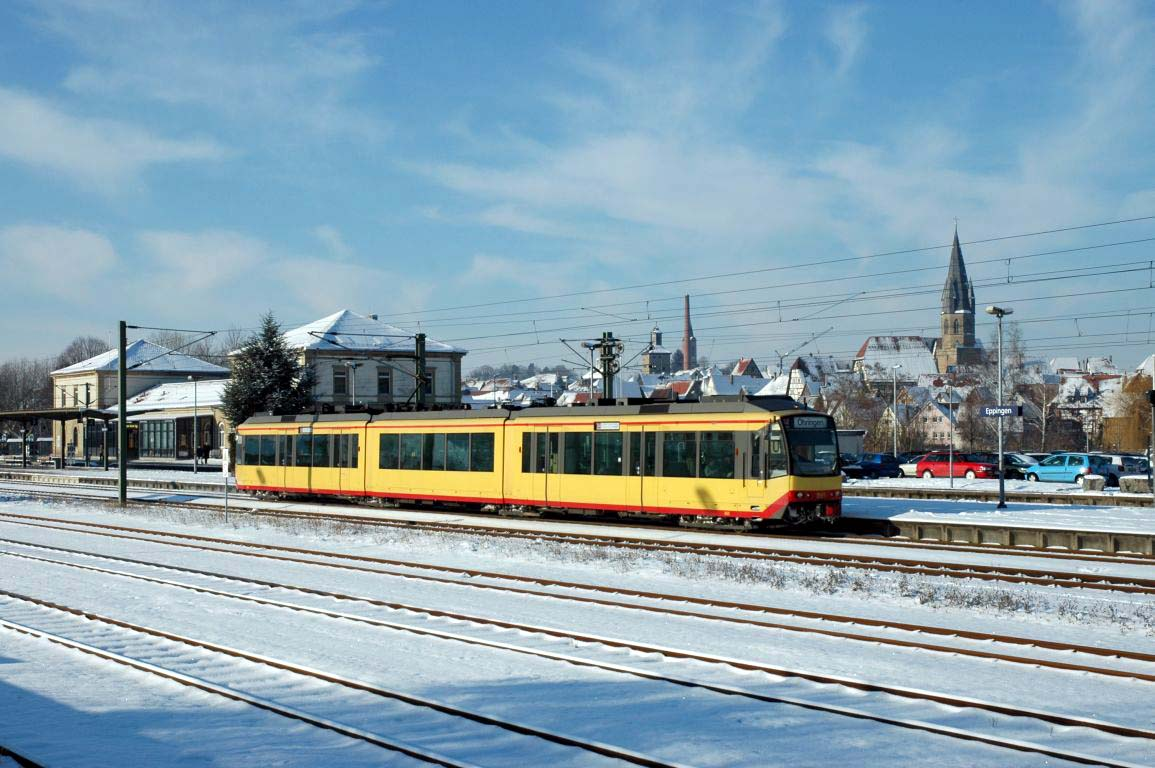
Stadtbahnzug in Eppingen im Dezember 2005

In den 1980er Jahren entwickelte die Albtal-Verkehrs-Gesellschaft (AVG) ein Stadtbahnkonzept für das Umland Karlsruhes, das die Verknüpfung des innerstädtischen Straßenbahnnetzes mit den Regionalstrecken der Deutschen Bundesbahn vorsah und später als Karlsruher Modell bekannt wurde. Die Kraichgaubahn zwischen Grötzingen und Gölshausen diente als Pilotstrecke des Konzeptes. In der Folge modernisierte und elektrifizierte die AVG die Strecke und errichtete eine Straßenbahnstrecke zwischen dem Bahnhof Grötzingen und dem Bahnhof Durlach, wo ein Anschluss an das Straßenbahnnetz erstellt werden konnte. Als Stromsystem kam dabei der bei der Deutschen Bahn übliche Wechselstrom mit 16,7 Hz zum Einsatz.
Die Strecke wurde am 25. September 1992 im Abschnitt Karlsruhe–Bretten-Gölshausen als Linie „B“ in das Netz der Karlsruher Stadtbahn integriert, nachdem die 1957 eröffnete erste Stadtbahnstrecke, die Albtalbahn, als Linie „A“ bezeichnet wurde. Während letztere durchgehend mit Gleichstrom betrieben wurde, wechselte die Linie B beim Übergang vom Straßenbahn- ins Eisenbahnnetz neben dem rechtlichen Status auch das Stromsystem. Weiterhin bediente die Bundesbahn die Strecke bis 1996 mit Nahverkehrszügen zum Karlsruher Hauptbahnhof.
Während die bestehenden Bahnhöfe modernisiert wurden, entstanden auch zahlreiche neue Haltepunkte, insbesondere in der Stadt Bretten, beispielsweise die zentrumsnähere Haltestelle „Stadtmitte“. Die AVG baute außerdem mehrere Streckenabschnitte zweigleisig aus. Da auch alle Tunnel zweigleisig ausgelegt waren, war eine durchgehende Elektrifizierung der Strecke ohne hohen Aufwand möglich, da das einzelne Gleis lediglich in die Mitte des Tunnels verlegt werden musste. Zweigleisige Abschnitte entstanden zwischen Jöhlingen West und Jöhlingen Bahnhof (1994), zwischen Jöhlingen Bahnhof und Wössingen Bahnhof (1997) sowie zwischen Wössingen Bahnhof und Wössingen Ost (1998). In Gölshausen wurde die Haltestelle verlegt und erhielt ein zusätzliches Kehrgleis.
Der Erfolg der neuen Stadtbahnlinie stellte sich sofort ein: Anstatt vorher durchschnittlich 1800 Reisende nutzten Anfang 1993 täglich 8500 Fahrgäste die Bahn zwischen Karlsruhe und Bretten. Selbst auf den Triebwagenfahrten der Bundesbahn wuchsen die Fahrgastzahlen. Da auch sonntags wieder regelmäßige Züge angeboten wurden, stieg an diesen Tagen die Zahl der Bahnreisenden sogar um das 30-Fache. Also erschien eine Verlängerung der Stadtbahnstrecke über Bretten hinaus sinnvoll.
Zum 29. Mai 1994 wurde am Bahnhof Schwaigern die Abfertigung der Wagenladungen im Güterverkehr eingestellt und die Kunden zunächst an den Heilbronner Hauptbahnhof verwiesen.
1996 wurden die verbliebenen durchgehenden DB-Züge von Karlsruhe nach Heilbronn aufgegeben. Fortan verkehrten diese nur noch zwischen Bretten-Gölshausen und Heilbronn.
Als am 1. Juni 1997 die Stadtbahn bis nach Eppingen verlängert wurde, verkehrten die DB-Züge noch zwischen Eppingen und Heilbronn, ehe am 26. September 1999 die Stadtbahn den Hauptbahnhof von Heilbronn erreichte, nachdem es an Wochenenden schon ab März 1999 einen Stadtbahn-Vorlaufbetrieb zwischen Eppingen und Heilbronn gegeben hatte. Am 5. November 2000 wurden auch der Haltepunkt Böckingen-Sonnenbrunnen und das zweite Gleis Böckingen-Berufsschulzentrum – Heilbronn Hbf in Betrieb genommen. Der Umbau des Abschnitts Eppingen–Heilbronn kostete etwa 72 Millionen Deutsche Mark, also etwa 55,2 Millionen Euro. Im Jahr 2000 wurde der Bahnhof von Bretten grundlegend modernisiert. Seit dem 21. Juli 2001 fahren die Züge der Kraichgaubahn über den Heilbronner Hauptbahnhof hinaus bis in die Innenstadt, seit 2004 bis zum östlichen Stadtrand und seit dem 10. Dezember 2005 nach zweieinhalbjähriger Bauzeit auf einem Abschnitt der Bahnstrecke Heilbronn–Crailsheim bis nach Öhringen. Auch zwischen Gölshausen und Heilbronn entstanden im Rahmen des Stadtbahnausbaus mehrere zusätzliche Haltestellen. Die Streckenabschnitte Gölshausen–Gölshausen Industriegebiet (2004), Eppingen West–Eppingen (1997), Schwaigern West–Schwaigern (1999), Leingarten West–Leingarten Bahnhof und Sonnenbrunnen–Heilbronn Hbf (2000) wurden zweigleisig ausgebaut. Westlich von Eppingen entstand ferner ein Begegnungsabschnitt durch Nutzung des Gleises der Strecke Eppingen–Sinsheim als zweites Gleis der Kraichgaubahn.
Zwischen 2003 und 2004 verkehrten über die Kraichgaubahn planmäßig durchgehende Fahrten von Freudenstadt über die Murgtalbahn nach Karlsruhe und weiter bis Heilbronn mit einer Länge von 155 km und einer Reisezeit von über 3½ Stunden. Da diese Linienführung jedoch zu anfällig für Verspätungen war und gleichzeitig die Verlängerung bis Öhringen anstand, musste sie wieder aufgegeben werden, und die Linienführung wurde in Richtung Baden-Baden–Achern abgeändert. Der Fahrplan 2005/2006 bot täglich eine durchgehende Verbindung von Öhringen nach Freudenstadt mit einer Fahrzeit von 4 Stunden und 14 Minuten.
Am 11. Dezember 2009 wurde der Haltepunkt Böckingen West eingeweiht, der in den acht Monaten zuvor für rund 1,6 Millionen Euro erbaut wurde.
Der Bahnübergang in km 119,898 am Haltepunkt Böckingen Sonnenbrunnen wurde am 11. Februar 2019 außer Betrieb genommen und durch eine Unterführung sowie am 28. März 2019 durch einen Bahnübergang für Geh- und Radverkehr mit einer Sicherungsanlage der Bauart BÜP93/LzF-ÜS in Km 119,902 ersetzt.
Seit Dezember 2022 besteht eine Expressverbindung von Karlsruhe nach Heilbronn, die nicht die Innenstädte bedient. Diese Züge werden aufgrund vergaberechtlicher Vorschriften nicht von der AVG betrieben. Diese Leistungen wurden als Teil des Netzes 7b „Karlsruher Netze“ an DB Regio vergeben, die dort Triebzüge des Typs Alstom Coradia Continental einsetzt.
Um eine höhere Taktung der Stadtbahnen im Raum Heilbronn zu ermöglichen, wurde ein zweigleisiger Ausbau zwischen Schwaigern und Leingarten realisiert. Die Planungs- und Baukosten hierfür wurden nach Stand 2021 auf etwa 24 Millionen Euro geschätzt. Die Strecke war zwischen Juni und Dezember 2024 für diese Bauarbeiten zwischen Eppingen und Heilbronn vollständig gesperrt. Die Inbetriebnahme des zweigleisigen Abschnitts wurde im Juni 2025 realisiert. Damit sollen die Stadtbahnlinien S4, S41 und S42 zwischen Eppingen und Heilbronn sowie in Richtung Mosbach-Neckarelz und Sinsheim von einer erhöhten Taktfrequenz profitieren.
Da mit der Einführung der Expressverbindungen zwischen Karlsruhe Hauptbahnhof und Heilbronn eine von drei stündlichen Verbindungen in die Karlsruher Innenstadt entfallen musste, plant der Landkreis Karlsruhe seit 2019 den Ausbau des Abschnittes zwischen Grötzingen und Bretten, um zukünftig 3 Stadtbahnverbindung stündlich zusätzlich zu der Expressverbindung anbieten zu können. Geplant ist der zweigleisige Ausbau zwischen Grötzingen Pfinzbrücke und dem Jöhlinger Tunnel sowie zwischen Wössingen Ost und Dürrenbüchig. Ferner sieht die Planung ein zusätzliches Kehrgleis im Bereich Gölshausen/Bauerbach vor. Die Umsetzung ist für 2026/2027 vorgesehen.

## Betrieb

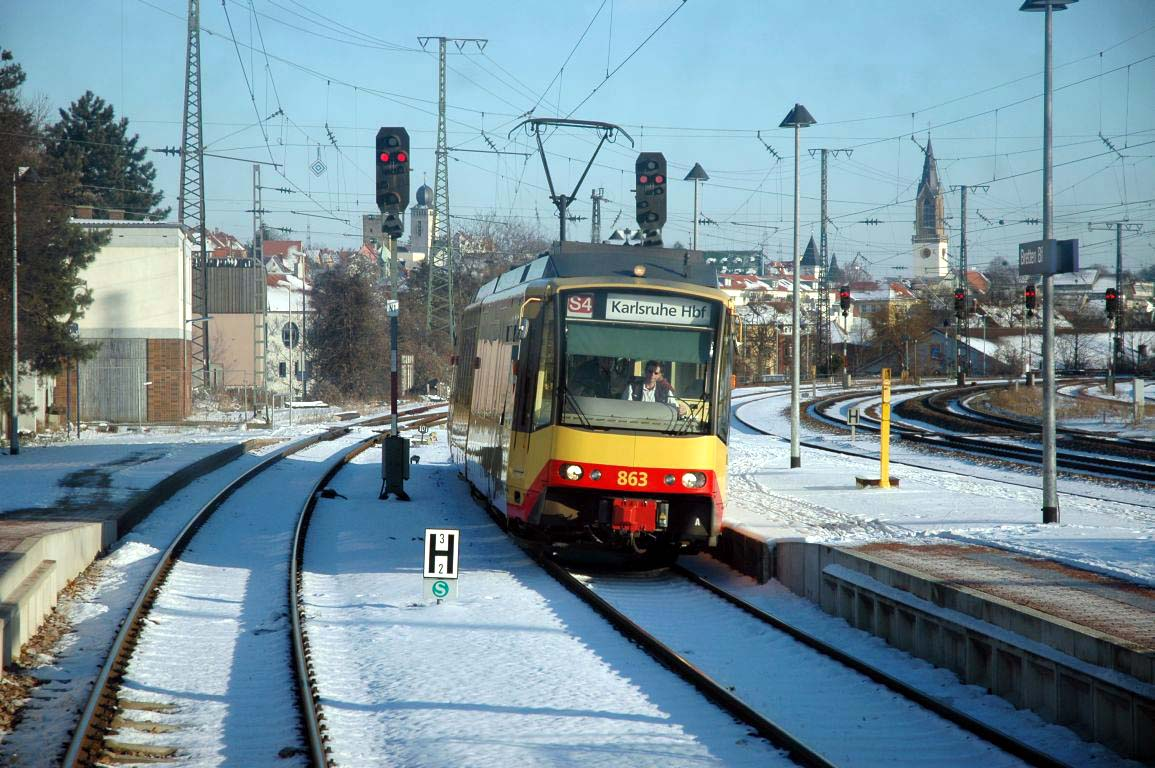
Bahnhof Bretten

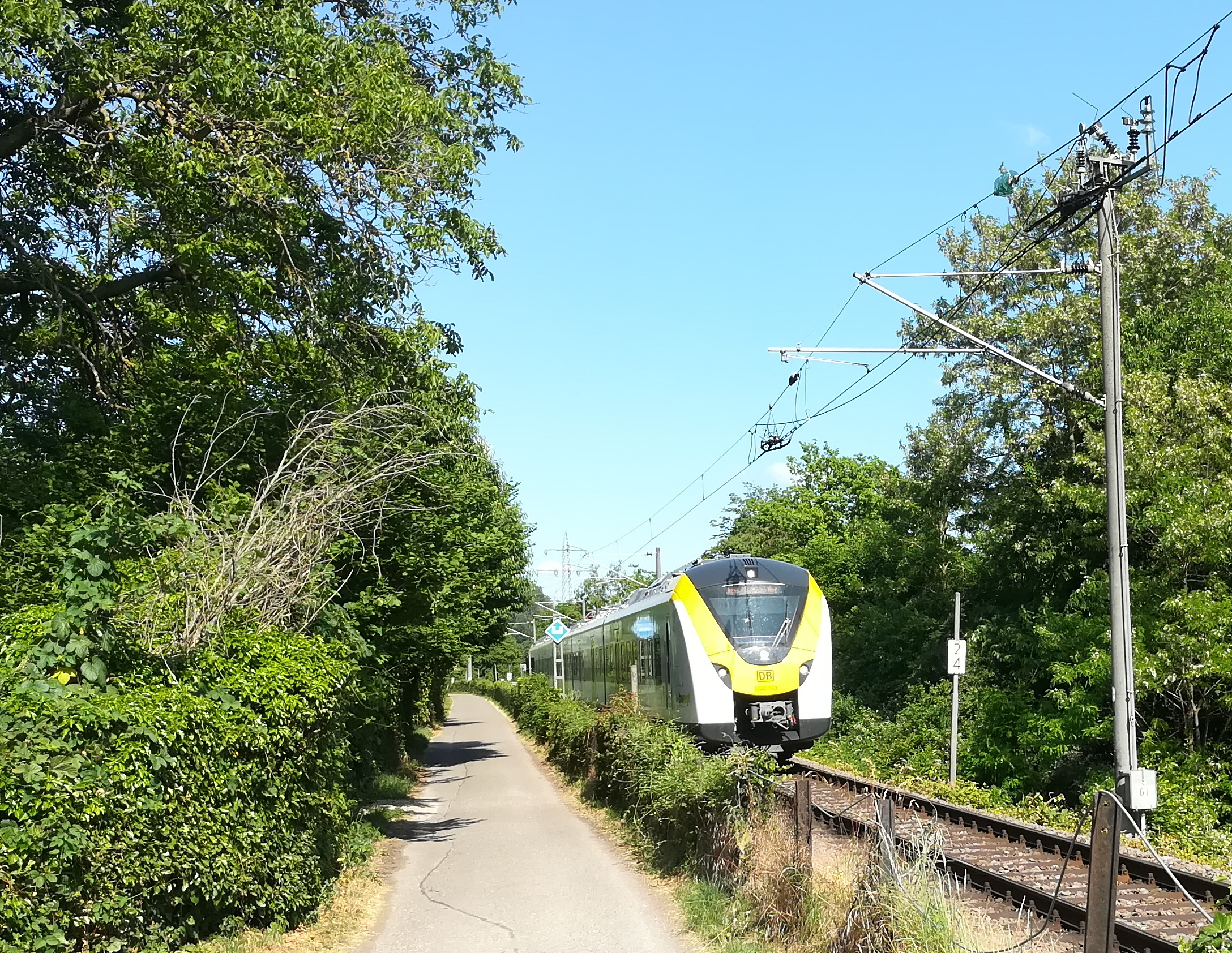
Elektrotriebwagen der Baureihe 1440 beim Hummelberg. In diesem Abschnitt soll die Strecke zweigleisig ausgebaut werden.

Betreiber der Eisenbahnstrecke ist die Albtal-Verkehrs-Gesellschaft, die den Abschnitt Grötzingen–Eppingen seit dem 1. Januar 1996, den Abschnitt Eppingen–Heilbronn seit dem 15. Dezember 1997 von der Deutschen Bahn gepachtet hat. Auf der Strecke verkehrt die Linie S4 (Karlsruhe–Bretten–Heilbronn–Öhringen) der AVG mit Elektrotriebwagen der Typen GT8-100D/2S-M sowie ET 2010, bis zum 11. Dezember 2021 auch GT8-100C/2S. Ferner verkehren seit dem 11. Dezember 2022 Regionalexpress-Züge der Deutschen Bahn mit Elektrotriebwagen der Baureihe 1440.
Die Strecke durchquert die Verbundgebiete des Karlsruher Verkehrsverbund (KVV) zwischen Karlsruhe und Eppingen sowie der Heilbronner Hohenloher Haller Nahverkehr (H3NV) zwischen Eppingen und Heilbronn. Weitere Verbünde werden tangiert.

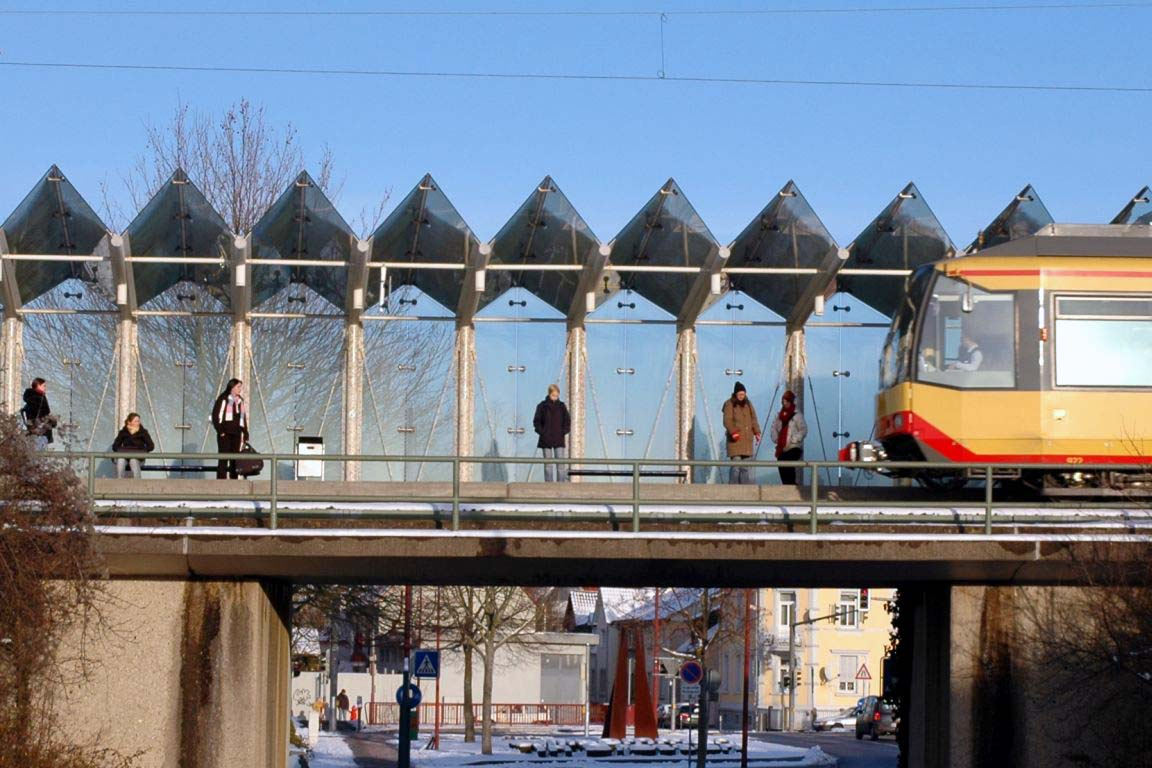
Für die Stadtbahn neu erbauter Haltepunkt Bretten Stadtmitte

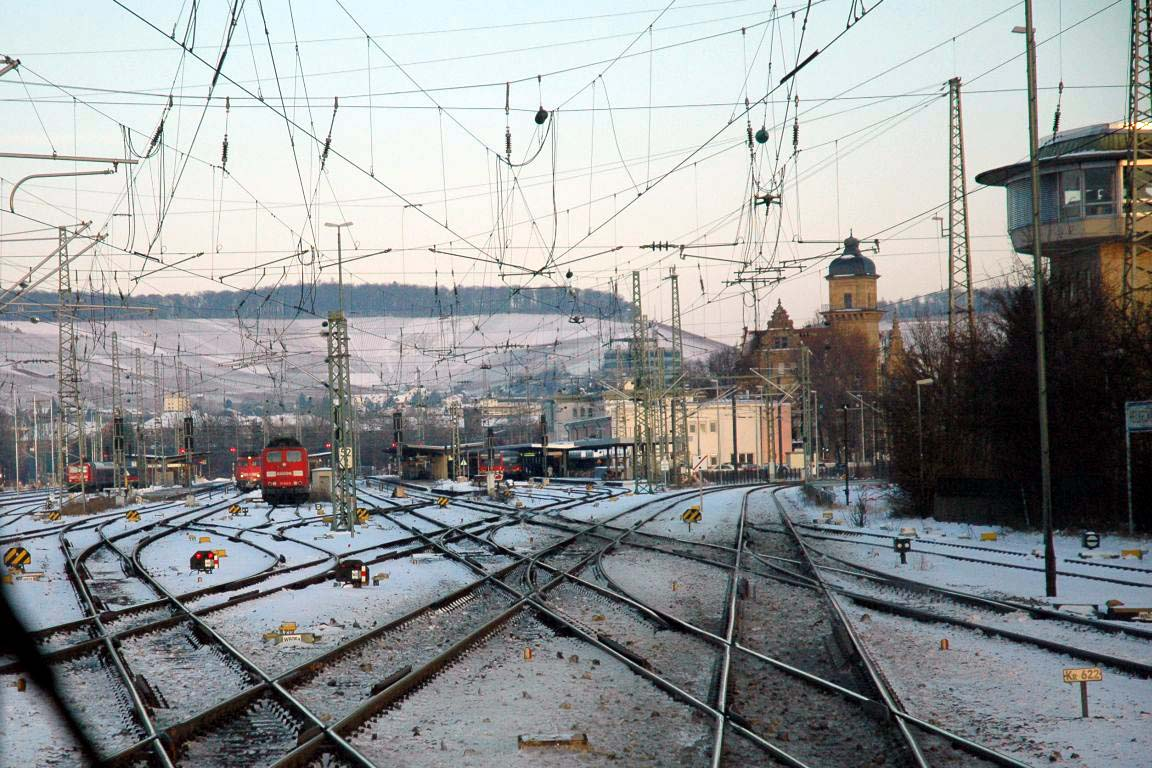
Für den Stadtbahn-Ausbau angelegte Kreuzung mit der Frankenbahn am Heilbronner Hauptbahnhof, Blick aus dem Führerstand

### Unterwegshalte
Die Bahnsteighöhe über Schienenoberkante beträgt in Wössingen Ost, Bretten, Bretten Schulzentrum, Gölshausen Industrie, Bauerbach, Zaisenhausen sowie an allen Halten zwischen Eppingen und Heilbronn 55 cm, somit ist ein ebenengleicher Einstieg in die bevorzugt eingesetzten Mittelflur-Stadtbahnwagen der Bauart GT 8-100D/2S-M möglich. An allen anderen Haltestellen beträgt die Bahnsteighöhe 38 cm.
Alle Bahnsteige haben eine Länge von mindestens 120 m, damit in Zeiten mit besonders hoher Verkehrslast – insbesondere im morgendlichen Berufs- und Schülerverkehr – der Einsatz von Triebwagen in Dreifachtraktion möglich ist. Da aber die Innenstadtbereiche in Karlsruhe und Heilbronn aufgrund baulicher und rechtlicher Einschränkungen nur für eine Doppeltraktion ausgelegt sind, verkehren Züge nur selten in maximaler Länge, auch aufgrund des dabei bestehenden Aufwandes für die Zugtrennung bzw. -zusammenführung vor den Innenstädten.
Der Abschnitt von Grötzingen (Kilometer 0,0) bis hinter Eppingen (Kilometer 43,5) besitzt die offizielle Streckennummer 4201. Der folgende Abschnitt bis Heilbronn (Kilometer 140,0 bis 118,6) ist Teil der Strecke 4950, welche in Crailsheim beginnt, deren Nullpunkt aber bereits der Bahnhof Goldshöfe an der Oberen Jagstbahn ist.
Die sich anschließenden Halte in der Heilbronner Innenstadt sind Bahnhofsvorplatz (mit Wechsel von EBO auf BOStrab und Stromsystemwechsel), Neckar-Turm am Kurt-Schumacher-Platz, Rathaus, Harmonie, Friedensplatz, Finanzamt und Pfühlpark. Direkt im Anschluss an diese Station folgt die Rampe zur Überleitung auf die Strecke Heilbronn–Crailsheim mit umgekehrtem Systemwechsel: von BOStrab zurück auf EBO.

### Fahrplan
Seit dem 11. Dezember 2022 besteht das Grundangebot auf der Kraichgaubahn aus einem stündlich verkehrenden Regionalexpress RE45 Karlsruhe Hbf–Heilbronn Hbf, der von der Deutschen Bahn betrieben wird und einer stündlich verkehrenden Stadtbahn S4 Karlsruhe Albtalbahnhof–Karlsruhe Marktplatz–Heilbronn Hbf–Heilbronn Harmonie–Weinsberg–Öhringen der AVG. Dieses Angebot wird zwischen Karlsruhe Albtalbahnhof und Flehingen sowie zwischen Schwaigern West und Öhringen durch eine zweite stündliche Stadtbahnverbindung verdichtet. In der Hauptverkehrszeit verkehrt zudem stündlich eine Stadtbahn der Linie S41 zwischen Schwaigern West, Heilbronn Harmonie und Mosbach.
In den Jahren zuvor wurde die Strecke ausschließlich mit Stadtbahnen der AVG bedient, wobei statt der Regionalexpress-Verbindung Stadtbahn-Eilzüge eingesetzt wurden, die nicht an allen Haltestellen hielten, im Gegensatz zu den heute verkehrenden Regionalexpress-Zügen aber die Innenstädte von Karlsruhe und Heilbronn anfuhren. Eilzüge begannen bis Ende 2010 bereits auf der Rheintalbahn in Achern und endeten in Weinsberg, während die anderen Züge bis Öhringen verkehrten. Von Dezember 2003 bis Dezember 2022 fuhr darüber hinaus zweimal täglich pro Richtung der sogenannte Kraichgau-Sprinter von Karlsruhe Hbf nach Heilbronn. Dieser hielt unterwegs nur in Karlsruhe-Durlach, Bretten und Eppingen und benötigt 61 Minuten, ohne dabei jedoch die Innenstadt von Karlsruhe anzufahren. Dies war die schnellste Bahnverbindung, die es je zwischen den beiden Städten gab: Der Paris-Karlsbad-Express benötigte früher (1906–1914) ohne Zwischenhalt 76 Minuten.

### Güterverkehr

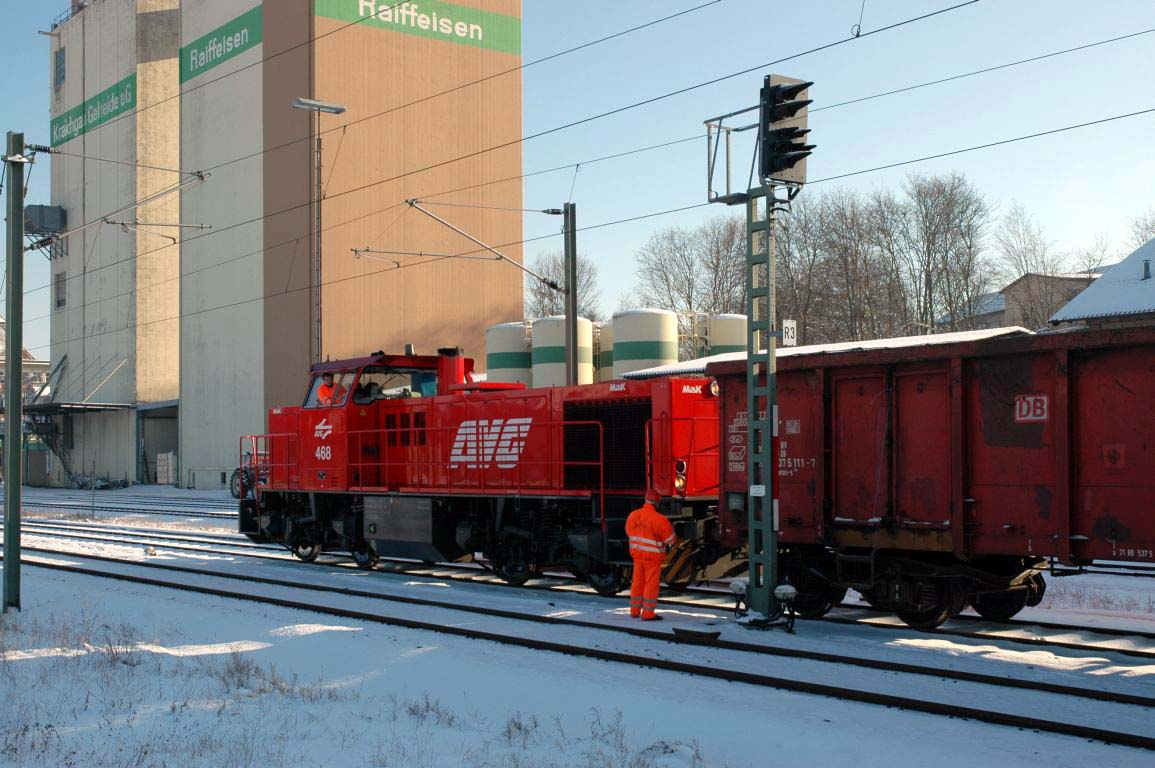
Güterzug-Diesellok der AVG bei Rangierarbeiten in Eppingen (Dezember 2005)

Auch wenn die Kraichgaubahn die Großstädte Karlsruhe und Heilbronn verbindet, bestand zu keinem Zeitpunkt zwischen den beiden Städten oder darüber hinaus nennenswerter Schienengüterfernverkehr. Von Bedeutung war die Strecke hauptsächlich für die Landwirtschaft im fruchtbaren Kraichgau, insbesondere während der Rübenkampagne für den Abtransport von Zuckerrüben. Diese Form des Transports wurde von der Deutschen Bahn Ende 1993 wie auch auf allen anderen baden-württembergischen Eisenbahnstrecken eingestellt, im Jahr 2001 war im Rahmen des Rationalisierungsprogramms „MORA C“ sogar die vollständige Einstellung des Güterverkehrs im Gespräch. Daraufhin übernahm die AVG bis zum Jahr 2024 den Güterverkehr auf der Kraichgaubahn zwischen Bretten und Heilbronn, während es zwischen Karlsruhe und Bretten schon seit längerer Zeit keine Bahnkunden im Güterverkehr mehr gab.